# Гарфилд, Джеймс Абрам
Дже́ймс Абра́м Га́рфилд (англ. James Abram Garfield; 19 ноября 1831 — 19 сентября 1881) — американский политический, государственный и военный деятель, 20-й президент США (март — сентябрь 1881), разносторонне одарённый самоучка, военачальник и активист Республиканской партии. Единственный за всю историю США президент, избранный на эту должность в бытность членом Палаты представителей США. Был тяжело ранен менее чем через четыре месяца после вступления в должность и умер через два с половиной месяца от последствий неудачного лечения.

## Педагогическая и военная карьера
Родился 19 ноября 1831 года в штате Огайо в семье Абрахама Гарфилда-старшего, небогатого строительного подрядчика, обзаведшегося своей фермой, и Элизы, урождённой Баллу. Лишившись кормильца в 1833 году, семья оказалась на грани нищеты, однако мать сумела устроить дела, продав часть имущества и устроив браки. Гарфилд был любимчиком матери и пользовался ее любовью и поддержкой. Жил сначала подённой работой, потом был боцманом на речных судах, учителем в народной школе и наконец, дополнив своё образование (амбидекстр, левой рукой умел писать по-древнегречески, правой на латыни, а кроме того предложил новое доказательство теоремы Пифагора), получил место учителя и директора одного из высших учебных заведений, занимаясь также адвокатурой и заседая в сенате штата Огайо. С началом гражданской войны Гарфилд, горячий приверженец северных штатов, сформировал полк добровольцев в Огайо и принял участие в военных действиях в штате Кентукки. Затем состоял начальником штаба генерала Роузкранса, и 11 января 1862 года ему было присвоено звание бригадного генерала.

## Политическая деятельность
В 1862 году избран штатом Огайо в члены конгресса, где стал одним из видных деятелей Республиканской партии, на республиканском конгрессе в Чикаго по поводу президентских выборов 1880 года Гарфилд поддерживал кандидатуру своего друга Шермана, но когда ни Шерман, ни Грант не получили надлежащего большинства, то сам при поддержке республиканских фракций «полукровки» и Джеймса Блейна Гарфилд был провозглашён кандидатом на президентское кресло. Выбранный в президенты, он вступил в эту должность в марте 1881 года с твёрдым намерением положить конец деморализации своей партии.
Несмотря на краткое президентство, Гарфилд развернул довольно энергичную реформистскую деятельность внутри страны и обозначил перспективную внешнеполитическую программу, направленную на переход от изоляционизма к активным действиям во всём мире. Он был последовательным сторонником реформы гражданской службы, с целью упразднить неэффективную коррупционную «систему добычи» и применить систему заслуг (что планировал ещё во время своей администрации Хейз). Было проведено жёсткое расследование коррупции в почтовом ведомстве, в результате чего был осуждён и снят с должности помощник генерального почтмейстера Томас Брэйди. Гарфилд был сторонником улучшения положения афроамериканцев и расширения их гражданских прав, выступал за создание универсальной федеральной системы образования, демонстративно назначил видных чернокожих общественных и политических деятелей на различные государственные посты — Фредерика Дугласа регистратором в Вашингтоне, Роберта Брауна Эллиота агентом в Казначейство, Джона Лангстона послом на Гаити и Бланша Брюса регистратором Казначейства. Также Гарфилд считал, что поддержку Юга республиканцы могут получить скорее из-за общих экономических и индустриальных интересов, чем из-за поддержки расистских настроений, и сворачивал примирительную политику Хейса с южными демократами. При этом он назначил саквояжника-южанина Уильяма Ханта на должность министра военно-морских сил и нашёл поддержку сенатора от Вирджинии Уильяма Махоуна и его Readjuster Party, надеясь перетянуть их голоса к Республиканцам.
Не имея опыта во внешней политике, Гарфилд опирался на Джеймса Блейна, которого назначил госсекретарём. Блейн, бывший протекционист, согласился с мнением президента о необходимости содействия свободной торговле, особенно в Западном полушарии. Расширение торговли с Латинской Америкой выглядело лучшим способом удержать Великобританию от господства в регионе, а поощрение экспорта, по их мнению, могло способствовать развитию экономики и увеличить американское процветание. С подачи президента Блейн выступил на Панамериканской конференции 1882 года за создание форума для ведения переговоров о расширении торговли и пытался вступить посредником во Второй Тихоокеанской войне. Гарфилд выступал против передачи Чили территорий Перу, но Лима отвергла любое урегулирование, возвращающее статус-кво. В целом, президент стремился расширить влияние Америки в других областях мира, призывая к пересмотру Договора Клейтона-Бульвера, чтобы позволить Соединённым Штатам строить канал через Панаму без участия Британии, а также пытаться уменьшить влияние Британии в стратегическом пункте королевства Гавайи.
Планы Гарфилда и Блейна по вовлечению Соединённых Штатов в мировую политику простирались и за пределы Западного полушария, поскольку начался поиск возможности заключить торговые договоры с Кореей и Мадагаскаром. Гарфилд также рассмотрел вопрос об увеличении военной мощи Соединённых Штатов за рубежом, попросив своего протеже министра военно-морского флота Ханта расследовать состояние военно-морского флота с целью расширения и модернизации. Однако в конце концов, эти амбициозные планы ни к чему не привели после убийства Гарфилда. Девять стран приняли приглашения на Панамериканскую конференцию, но приглашения были сняты в апреле 1882 года после того, как Блейн ушёл из кабинета, а Артур, преемник Гарфилда, просто отменил конференцию. Военно-морские реформы продолжались при Артуре, но приняли более скромный масштаб, чем Гарфилд и Хант предполагали, в конечном итоге прекратив строительство действующей эскадры.

## Убийство
Президентство Гарфилда продлилось только полгода (меньше был в должности только Уильям Гаррисон). Уже 2 июля президент был тяжело ранен Шарлем Гито и умер 19 сентября 1881 года.
Президент находился на железнодорожном вокзале в Вашингтоне, когда ему выстрелили в спину из револьвера «Бульдог». «Боже мой! Что это?» — только и успел воскликнуть Гарфилд, прежде чем его положили на носилки, чтобы отправить в больницу.
Гито, психически неуравновешенный человек, безуспешно и настойчиво искавший места консула во Франции, заявил на суде, что покушался на президента, но не убил его: причиной смерти Гарфилда стало плохое лечение. Суд не согласился с доводами Гито, и поскольку психиатрическая экспертиза сочла его вменяемым, он был повешен в 1882 году. Современные медики, исследовавшие историю болезни Гарфилда, считают, что в этих словах была немалая доля правды. Первоначально рана президента была неглубокой, а пуля застряла в месте, не близком к жизненно важным органам. Состояние президента в целом оставалось стабильным, ограничиваясь лихорадкой и проблемами с употреблением твёрдой пищи. Между тем врачи, зондировавшие в рану пальцами без каких-либо перчаток или дезинфекции, значительно углубили рану (в ложном раневом канале, проникшем в печень, продолжали искать пулю) и вызвали сильное гнойное воспаление. Несмотря на то, что сам Александр Белл пытался найти в теле живого Гарфилда пулю при помощи своего электрического металлоискателя, она обнаружилась только при вскрытии. Отчасти опыт Белла не удался потому, что металлический каркас кровати Гарфилда привёл к неисправным показаниям инструмента, а отчасти потому, что самопровозглашённый главный врач доктор Уиллард Блисс разрешил Беллу использовать устройство только с правой стороны Гарфилда, где, по мнению Блисса, застряла пуля. В конце июля Гарфилду становилось всё хуже из-за инфекции, из-за которой его сердце ослабло. Он оставался прикованным к постели в Белом доме с лихорадкой и сильными болями. Его вес упал с 210 фунтов (95 кг) до 130 фунтов (58 кг), так как его неспособность удерживать и переваривать пищу брала своё. Попытки вводить пищу через клистиры не помогла. Начались сепсис и инфекция, и у президента какое-то время были галлюцинации. Абсцессы распространились по всему его телу, когда свирепствовала инфекция. Состояние Гарфилда усугублялось из-за гнетущей летней жары в Вашингтоне, хотя ещё в июне ведущие военно-морские инженеры США смонтировали в его покоях и кабинете охладительные установки. 6 сентября Гарфилд был доставлен поездом в Эльберон (тогда часть Лонг-Бранч) на берегу Джерси, где добровольцы за ночь построили ветку от станции до коттеджа Франклин, приморского особняка, переданного в его пользование. Намерение врачей состояло в том, чтобы помочь президенту избежать вашингтонской жары и влажности в тщетной надежде, что свежий морской воздух и тишина помогут его выздоровлению. Гарфилд лежал в постели перед окном с видом на пляж и океан. Начались новые инфекции, спазмы стенокардии. Гарфилд умер от разрыва аневризмы селезёночной артерии после сепсиса и бронхиальной пневмонии в 22:35 в понедельник, 19 сентября 1881 года, в Эльбероне, штат Нью-Джерси, за два месяца до своего 50-летия
Телеграмма Международного телеграфного агентства:

8 (20) сентября. О кончине президента Гарфильда сообщают: «Доктор Блисс, посетивший Гарфилда в исходе десятого часа вечера, нашёл, что общее состояние больного, пульс которого был 106, обещало спокойную ночь. Гарфилд сказал при этом, что он чувствует себя довольно сносно; но он вскоре погрузился в сон, продолжавшийся с четверть часа, и проснулся с сильным страданием сердца. Призванный вновь к больному, доктор Блисс застал Гарфилда с крайне слабым пульсом и с едва заметным биением сердца и объявил, что президент при смерти. Тотчас же были позваны супруга президента и остальные врачи. В 10 час. 50 минут вечера, врачи объявили, что президент скончался…»
Русская террористическая организация «Народная воля», убившая в том же году за 4 месяца до этого покушения Александра II, осудила покушение Гито: «Выражая американскому народу глубокое соболезнование по случаю смерти президента Джеймса Авраама Гарфилда, Исполнительный Комитет считает долгом заявить от имени русских революционеров свой протест против насильственных действий, подобных покушению Гито. В стране, где свобода личности даёт возможность честной идейной борьбы, где свободная народная воля определяет не только закон, но и личность правителей — в такой стране политическое убийство, как средство борьбы, — есть проявление того же духа деспотизма, уничтожение которого в России мы ставим своею задачею. Деспотизм личности и деспотизм партии одинаково предосудительны, и насилие имеет оправдание только тогда, когда оно направляется против насилия».
Мемуары Гарфилда изданы в Бостоне в 1883 году.

## В культуре
- Кэндис Миллард. Судьба республики (2011)